# Glinditions
Els glinditions (en llatí glinditiones) foren un poble d'Il·líria, a la comarca de Ljbunje (Hercegovina). Són esmentats per Plini el Vell.